# Howell Heflin
Howell Thomas Heflin, né le 19 juin 1921 à Poulan (Géorgie) et mort le 29 mars 2005 à Sheffield (Alabama), est un homme politique américain. Membre du Parti démocrate, il représente l'Alabama au Sénat des États-Unis de 1979 à 1997.

## Biographie
Né en Géorgie, Howell Heflin passe son enfance en Alabama. Il est le neveu du sénateur ségrégationniste James Thomas Heflin (en). Il est diplômé du Birmingham–Southern College (en) en 1942 et rejoint les United States Marine Corps jusqu'en 1946. Diplômé de la faculté de droit de l'université de l'Alabama en 1948, Heflin obtient le barreau et s'installe comme avocat à Tuscumbia. En 1970, il est élu à la Cour suprême de l'Alabama.
Howell Heflin est élu sénateur des États-Unis en 1978. Il est réélu en 1984 et 1990, mais ne se représente pas en 1996. Bien que considéré comme un démocrate conservateur, il est favorable au mouvement des droits civiques. Heflin est principalement reconnu pour son travail au sein des commissions sur la justice et l'éthique.
Le 29 mars 2005, il meurt d'une crise cardiaque au Helen Keller Memorial Hospital de Sheffield, où il était soigné pour des problèmes intestinaux.